# Villa Nueva (Mendoza)
Villa Nueva es la localidad cabecera del departamento Guaymallén de la provincia de Mendoza, Argentina.
Limita al norte con calle Belgrano, al sur con calles Gutiérrez y Castro, al este con calle La Purísima, y al oeste con calles Sarmiento y Estrada. La avenida de Acceso Este divide el distrito en Villa Nueva Norte y Sur; es la Ruta Nacional 7. Esta avenida constituye el ingreso al área metropolitana, y forma parte del corredor bioceánico. Las arterias primarias son: Bandera de los Andes, Godoy Cruz, Adolfo Calle, Sarmiento, Avellaneda, y Libertad. Las arterias secundarias son Pedro del Castillo, y Urquiza.
La villa comenzó a adquirir importancia estratégica el 31 de mayo de 1896, cuando fue proclamada como cabecera del departamento; 13 años después sería construida la Municipalidad.
Cuenta con quince escuelas, una comisaría de la Policía provincial, y un centro de salud. Se ubica en el distrito el edificio municipal, El Museo de Arte Libertad y la parroquia Sagrada Familia y la parroquia de los Padres Josefinos “La Purísima”.

## Historia
El 24 de mayo de 1896 fue la primera fecha designada para la fundación de la villa cabecera de la Nueva Villa, la que fue suspendida por mal tiempo, hasta el 31 de mayo. En las primeras horas de este día la Banda de Música de la Policía despertó los moradores de la villa. En el centro de la plaza de la Constitución se veía una plataforma de treinta y seis metros cuadrados, adornada en su frente con los escudos de Mendoza, Buenos Aires, Santiago del Estero, La Rioja. El gobernador Francisco Moyano, se trasladó hasta la cabecera de la villa por calle Lavalle, hasta cruzar el puente verde, por calle Godoy Cruz, siguiendo veinte minutos hasta la capilla de Santa Ana, frente a la cual dos cuadras al naciente, se verá el arco que da entrada al nuevo bulevar, el que se seguirá a la derecha hasta llegar a la plaza de la Constitución. La sucesión de los actos trajo la colocación de la piedra fundacional, la que estaba contenida en una caja, la que además contaba con el acta fundacional, monedas, medallas, un ejemplar de la constitución nacional y provincial, una copia de la ley de creación del departamento, y un ejemplar de cada diario: Los Andes, El Debate, El Porvenir, La Prensa, La Nación Argentina, y La Nación.
El distrito de Villa Nueva ha tenido un crecimiento constante al norte de la avenida de Acceso Este a partir de los años 40. A partir de la década del 70, comenzó a densificarse la edificación al sur de la avenida de Acceso Este. 

## Población
Ocupa 6,7 km² y su población de 31 820 habitantes, lo que por resultado una densidad de población de 4749 hab/km².
Este departamento forma parte del área metropolitana del Gran Mendoza.
Según los  últimos datos brindados por el INDEC en el Censo Nacional de Población, Hogares y Viviendas 2010, Guaymallén continúa siendo el departamento más poblado de la provincia con 283 803 habitantes. Esta característica poblacional también es compartida por la capital departamental denominada Villa Nueva, con una altísima densidad demográfica. 

## Sismicidad
La sismicidad del área de Cuyo (centro oeste de Argentina) es frecuente y de intensidad baja, y un silencio sísmico de terremotos medios a graves cada 20 años.

### Sismo de 1861
Aunque dicha actividad geológica ocurre desde épocas prehistóricas, el terremoto del 20 de marzo de 1861 señala un hito importante dentro de la historia de eventos sísmicos argentinos ya que fue registrado y documentado en el país, con 7,2 Richter. A partir del mismo la política de los sucesivos gobiernos provinciales y municipales han ido extremando cuidados y restringiendo los códigos de construcción.

### Sismo de 1985
El terremoto del 1985, fue otro episodio grave, de 9 segundos de duración, llegó a derrumbar el viejo Hospital del Carmen (Godoy Cruz).
Durante más de 30 años el edificio más alto de la ciudad fue el edificio Piazza (San Martín 1027), con sus 16 pisos y 51 metros de altura, ya que no se consideraba seguro conceder permisos para la construcción de edificios más altos. En la actualidad los edificios más altos son el edificio Buci, el Hotel Hyatt Plaza (1995), el edificio Da Vinci (2010), y el Sheraton Mendoza con una altura estimada superior a 70 metros).

## Parroquias de la Iglesia católica en Villa Nueva
| Arquidiócesis  | Mendoza                                           |
| -------------- | ------------------------------------------------- |
| Parroquias     | Sagrada Familia, Santa Bernardita                 |
| Cuasiparroquia | Virgen de Urcupiña y Santos Mártires Rioplatenses |